# Calodexia strigosa
Calodexia strigosa är en tvåvingeart som först beskrevs av Wulp 1890.  Calodexia strigosa ingår i släktet Calodexia och familjen parasitflugor. Inga underarter finns listade.